# Championnat de Formule E FIA 2018-2019
Navigation
2017-2018 2019-2020
Le championnat de Formule E FIA 2018-2019 est la cinquième saison du championnat de Formule E FIA disputé avec des voitures électriques de Formule E. Comportant treize courses réparties en douze manches, il débute le 15 décembre 2018 à Riyad pour se terminer le 14 juillet 2019 à New York.
Cette saison marque les débuts en compétition de la nouvelle monoplace, la Gen 2 (Spark SRT 05E). Jean-Éric Vergne, tenant du titre, est sacré champion pour la deuxième fois consécutive en inscrivant trois victoires. Son équipe DS Techeetah remporte son premier titre chez les Constructeurs. En treize courses, neuf pilotes différents de huit écuries remportent au moins une course.
Cette saison est aussi marqué par de nombreux interruptions de course sous drapeau rouge à cause de collision, carambolage et blocage de route, en tout, 5 interruptions d’une durée de 10 minutes jusqu’à 1 heure ont eu lieu (Mexico, Hong Kong, Sanya, Rome et Berne).

## Repères du début de saison

### Pilotes
Débuts en tant que pilote titulaire
- Felipe Massa chez Venturi après avoir quitté Williams et pris sa retraite de la Formule 1.
- Alexander Sims chez BMW.
- Stoffel Vandoorne chez HWA Racelab après avoir quitté McLaren en Formule 1.
- Pascal Wehrlein chez Mahindra Racing après avoir quitté Mercedes en DTM à l'issue de la saison 2018.
- Robin Frijns chez Virgin.
- Gary Paffett chez HWA Racelab après avoir quitté Mercedes en DTM à l'issue de la saison 2018.
- Tom Dillmann chez NIO pour sa première saison complète, sa troisième dans la catégorie.
- Maximilian Günther chez Dragon Racing.
- Oliver Rowland remplace Alexander Albon parti en Formule 1 après les essais de pré-saison chez Nissan-e-Dams.
- Felipe Nasr est titularisé chez Geox Dragon pour remplacer Maximilian Günther lors des ePrix de Mexico, Hong Kong et de Sanya.

Départs
- Nicolas Prost quitte Nissan e.Dams à l'issue de la saison 2017-2018.
- Nick Heidfeld quitte Mahindra Racing à l'issue de la saison 2017-2018.
- Felix Rosenqvist quitte Mahindra Racing à l'issue de la saison 2017-2018. Il prend tout de même part à la manche d'ouverture à Dariya pour remplacer Pascal Wehrlein chez Mahindra.
- Maro Engel quitte Venturi à l'issue de la saison 2017-2018.
- Luca Filippi quitte NIO à l'issue de la saison 2017-2018.
- Stéphane Sarrazin quitte BMW i Andretti. Il avait déjà participé à quatre ePrix en tant que remplaçant à l'issue de la saison 2017-2018.
- Nelson Piquet Jr., pilote depuis le premier ePrix en 2014, quitte Panasonic Jaguar Racing après six ePrix et est remplacé par Alex Lynn pour le reste de la saison.

Transferts et duo(s) de pilotes reconduit(s)
- Jérôme d'Ambrosio quitte Geox Dragon pour rejoindre Mahindra Racing.
- Tom Dillmann quitte Venturi pour devenir titulaire chez NIO où il était pilote de réserve et pour sa première saison complète en Formule E.
- Alex Lynn quitte DS Virgin Racing à l'issue de la saison 2017-2018 pour rejoindre Jaguar Racing à partir de l’ePrix de Rome, pour remplacer Nelsinho Piquet.
- Jean-Éric Vergne et André Lotterer sont reconduits chez DS Techeetah.
- Daniel Abt et Lucas di Grassi sont reconduits chez Audi Sport ABT Scheaffler.
- Mitch Evans et Nelsinho Piquet sont reconduits chez Jaguar Racing jusqu’à l’ePrix de Sanya.

### Nouvelles écuries
- Renault e.Dams devient Nissan e.Dams.
- Andretti devient BMW i Andretti.
- DS quitte Virgin Racing pour Techeetah qui devient DS Techeetah.
- HWA Racelab arrive en championnat pour préparer l'arrivée de Mercedes.
- Geox devient le partenariat de Dragon Racing pour devenir Geox Dragon
- Envision devient le partenaire de Virgin Racing pour devenir Envision Virgin Racing

### Changements de réglementation
- Arrivée de la Gen 2, nouvelle monoplace électrique de la seconde génération. Grâce à un nouveau design plus aérodynamique et à de nouvelles batteries plus puissantes, les pilotes pourront effectuer la course entière sans besoin de changer de voiture à mi-course[1].
- Les nouvelles monoplaces peuvent développer jusqu'à 200 kW en mode normal et 225 kW dans le second mode au lieu de 180 kW et 200 kW[1].
- En passant par la zone d’activation, les pilotes peuvent augmenter leur puissance jusqu’à 225 kW, ce mode s’appelle aussi Mode-Attaque, en activant ce mode, des lampes LED s’allume sur le Halo, le temps d’activation et le nombre d’utilisation varie entre chaque course[1].
- Le FanBoost est conservé, mais ne peut être utilisé qu’après la moitié de la course et que quand les pilotes sont en Mode-Attaque, ce qui mène à une puissance maximale temporaire de 250 kW. Cinq pilotes le reçoivent au lieu de trois lors des saisons précédentes[1].

## Écuries et pilotes
| Écuries                     | Constructeur   | Groupe motopropulseur | no | Pilotes                | Manches   |
| --------------------------- | -------------- | --------------------- | -- | ---------------------- | --------- |
| DS Techeetah Formula E Team | Spark–DS       | DS E-Tense FE 19      | 25 | Jean-Éric Vergne       | Toutes    |
| DS Techeetah Formula E Team | Spark–DS       | DS E-Tense FE 19      | 36 | André Lotterer         | Toutes    |
| Audi Sport ABT Schaeffler   | Spark–Audi     | Audi e-Tron FE05      | 11 | Lucas di Grassi        | Toutes    |
| Audi Sport ABT Schaeffler   | Spark–Audi     | Audi e-Tron FE05      | 66 | Daniel Abt             | Toutes    |
| Envision Virgin Racing      | Spark–Audi     | Audi e-Tron FE05      | 2  | Sam Bird               | Toutes    |
| Envision Virgin Racing      | Spark–Audi     | Audi e-Tron FE05      | 4  | Robin Frijns           | Toutes    |
| Mahindra Racing             | Spark–Mahindra | Mahindra M5Electro    | 64 | Jérôme d'Ambrosio      | Toutes    |
| Mahindra Racing             | Spark–Mahindra | Mahindra M5Electro    | 94 | Felix Rosenqvist       | 1         |
| Mahindra Racing             | Spark–Mahindra | Mahindra M5Electro    | 94 | Pascal Wehrlein        | 2-13      |
| Nissan e.dams               | Spark–Nissan   | Nissan IM01           | 22 | Oliver Rowland         | Toutes    |
| Nissan e.dams               | Spark–Nissan   | Nissan IM01           | 23 | Sébastien Buemi        | Toutes    |
| Panasonic Jaguar Racing     | Spark–Jaguar   | Jaguar I - Type III   | 3  | Nelson Piquet Jr.      | 1-6       |
| Panasonic Jaguar Racing     | Spark–Jaguar   | Jaguar I - Type III   | 3  | Alex Lynn              | 7-13      |
| Panasonic Jaguar Racing     | Spark–Jaguar   | Jaguar I - Type III   | 20 | Mitch Evans            | Toutes    |
| Venturi Formula E Team      | Spark–Venturi  | Venturi VFE05         | 19 | Felipe Massa           | Toutes    |
| Venturi Formula E Team      | Spark–Venturi  | Venturi VFE05         | 48 | Edoardo Mortara        | Toutes    |
| NIO Formula E Team          | Spark-NIO      | NIO Sport 004         | 8  | Tom Dillmann           | Toutes    |
| NIO Formula E Team          | Spark-NIO      | NIO Sport 004         | 16 | Oliver Turvey          | Toutes    |
| Geox Dragon                 | Spark-Dragon   | Penske EV-3           | 6  | Maximilian Günther     | 1-3, 7-13 |
| Geox Dragon                 | Spark-Dragon   | Penske EV-3           | 6  | Felipe Nasr            | 4-6       |
| Geox Dragon                 | Spark-Dragon   | Penske EV-3           | 7  | José-Maria Lopez       | Toutes    |
| BMW i Andretti Motorsports  | Spark–BMW      | BMW IFE.18            | 27 | Alexander Sims         | Toutes    |
| BMW i Andretti Motorsports  | Spark–BMW      | BMW IFE.18            | 28 | António Félix da Costa | Toutes    |
| HWA Racelab                 | Spark–Venturi  | Venturi VFE05         | 5  | Stoffel Vandoorne      | Toutes    |
| HWA Racelab                 | Spark–Venturi  | Venturi VFE05         | 17 | Gary Paffett           | Toutes    |

## Calendrier de la saison 2018-2019
| n° | Manche             | Circuit                         | Pays            | Date             |
| -- | ------------------ | ------------------------------- | --------------- | ---------------- |
| 1  | ePrix de Dariya    | Circuit urbain de Dariya        | Arabie saoudite | 15 décembre 2018 |
| 2  | ePrix de Marrakech | Circuit Moulay El Hassan        | Maroc           | 12 janvier 2019  |
| 3  | ePrix de Santiago  | Circuit du parc O'Higgins       | Chili           | 26 janvier 2019  |
| 4  | ePrix de Mexico    | Autódromo Hermanos Rodríguez    | Mexique         | 16 février 2019  |
| 5  | ePrix de Hong Kong | Circuit de Central Harbourfront | Hong Kong       | 10 mars 2019     |
| 6  | ePrix de Sanya     | Circuit urbain de Sanya         | Chine           | 23 mars 2019     |
| 7  | ePrix de Rome      | Circuit urbain de l'EUR         | Italie          | 13 avril 2019    |
| 8  | ePrix de Paris     | Circuit des Invalides           | France          | 27 avril 2019    |
| 9  | ePrix de Monaco    | Circuit de Monaco               | Monaco          | 11 mai 2019      |
| 10 | ePrix de Berlin    | Circuit de Berlin-Tempelhof     | Allemagne       | 25 mai 2019      |
| 11 | ePrix de Berne     | Circuit urbain de Berne         | Suisse          | 22 juin 2019     |
| 12 | ePrix de New York  | Circuit urbain de Brooklyn      | États-Unis      | 13 juillet 2019  |
| 13 | ePrix de New York  | Circuit urbain de Brooklyn      | États-Unis      | 14 juillet 2019  |

## Résultats
| no | Course        | Pole position          | Meilleur tour          | Pilote vainqueur       | Écurie gagnante             |
| -- | ------------- | ---------------------- | ---------------------- | ---------------------- | --------------------------- |
| 1  | Dariya        | António Félix da Costa | André Lotterer         | António Félix da Costa | BMW i Andretti Motorsports  |
| 2  | Marrakech     | Sam Bird               | Lucas di Grassi        | Jérôme d'Ambrosio      | Mahindra Racing             |
| 3  | Santiago      | Sébastien Buemi        | Daniel Abt             | Sam Bird               | Envision Virgin Racing      |
| 4  | Mexico        | Pascal Wehrlein        | Pascal Wehrlein        | Lucas di Grassi        | Audi Sport ABT Schaeffler   |
| 5  | Hong Kong     | Stoffel Vandoorne      | André Lotterer         | Edoardo Mortara        | Venturi Formula E Team      |
| 6  | Sanya         | Oliver Rowland         | Jean-Éric Vergne       | Jean-Éric Vergne       | DS Techeetah Formula E Team |
| 7  | Rome          | André Lotterer         | Jean-Éric Vergne       | Mitch Evans            | Panasonic Jaguar Racing     |
| 8  | Paris         | Oliver Rowland         | Robin Frijns           | Robin Frijns           | Envision Virgin Racing      |
| 9  | Monaco        | Jean-Éric Vergne       | Pascal Wehrlein        | Jean-Éric Vergne       | DS Techeetah Formula E Team |
| 10 | Berlin        | Sébastien Buemi        | Lucas di Grassi        | Lucas di Grassi        | Audi Sport ABT Schaeffler   |
| 11 | Berne         | Jean-Éric Vergne       | António Félix da Costa | Jean-Éric Vergne       | DS Techeetah Formula E Team |
| 12 | New York City | Sébastien Buemi        | Jean-Éric Vergne       | Sébastien Buemi        | Nissan e-dams               |
| 13 | New York City | Alexander Sims         | Daniel Abt             | Robin Frijns           | Envision Virgin Racing      |

## Classements de la saison 2018-2019
Système de points
Les points de la course sont attribués aux dix premiers pilotes classés. La pole position rapporte trois points, et un point est attribué pour le meilleur tour en course. Ce système d'attribution des points est utilisé pour chaque course du championnat.
| Position | 1er | 2e | 3e | 4e | 5e | 6e | 7e | 8e | 9e | 10e | Pole | MT |
| Points   | 25  | 18 | 15 | 12 | 10 | 8  | 6  | 4  | 2  | 1   | 3    | 1  |

### Voestalpine European Races
En plus du classement général, les résultats des Voestalpine European Races à Rome, Paris, Monaco, Berlin et Berne entrent dans un classement spécial, où seuls les résultats du podium sont pris en compte. Celui qui aura le plus de points à la fin de la tournée européenne gagnera le trophée imprimé en 3D de Voestalpine.
Système de points
| Position | 1er | 2e | 3e |
| Points   | 3   | 2  | 1  |

Classement
| Pos. | Pilote            | ROM | PAR | MON | BER | BEN | Total |
| ---- | ----------------- | --- | --- | --- | --- | --- | ----- |
| 1    | Jean-Éric Vergne  | -   | -   | 1   | 3   | 1   | 7     |
| 2    | Mitch Evans       | 1   | -   | -   | -   | 2   | 5     |
| 3    | André Lotterer    | 2   | 2   | -   | -   | -   | 4     |
| 4    | Robin Frijns      | -   | 1   | -   | -   | -   | 3     |
| 4    | Lucas di Grassi   | -   | -   | -   | 1   | -   | 3     |
| 4    | Sebastien Buemi   | -   | -   | -   | 2   | 3   | 3     |
| 5    | Oliver Rowland    | -   | -   | 2   | -   | -   | 2     |
| 6    | Stoffel Vandoorne | 3   | -   | -   | -   | -   | 1     |
| 6    | Daniel Abt        | -   | 3   | -   | -   | -   | 1     |
| 6    | Felipe Massa      | -   | -   | 3   | -   | -   | 1     |